# Davy Jones (pilote automobile)
Pour les articles homonymes, voir Jones et Davy Jones.
Davy Jones est un ancien pilote de voitures de courses  américain né le 1er juin 1964 à Chicago.
Il s'est fait connaître du public européen en gagnant les 24 Heures du Mans 1996 avec Manuel Reuter et Alexander Wurz sur une TWR-Porsche après avoir participé aux éditions 1988, 1989, 1990 et 1991. Il reste le dernier américain à avoir remporté la course.
Jones a piloté plusieurs saisons en IMSA pour le compte de TWR-Jaguar. Il a notamment remporté les 24 Heures de Daytona sur une Jaguar XJR-12 en 1990 et a terminé second du championnat en 1992 sur une Jaguar XJR-14.
Il a également fini second derrière Buddy Lazier aux 500 miles d'Indianapolis 1996, épreuve la plus prestigieuse de l'Indy Racing League.
Il a fait 16 courses en CART de 1987 à 1996 tout en courant 4 autres Indy 500. Il a disputé 7 course en NASCAR en catégorie reine, la Winston Cup pour l'écurie Jasper Motorsports avec comme meilleur résultat une 20e sur le circuit de Darlington et a participé en 1992 et 1993 aux éditions de la Race of Champions finissant respectivement à la 8e et la 9e place.
Jones a eu un accident grave sur le circuit de Walt Disney World Speedway en janvier 1997 qui l'a laissé avec un cou fracturé et qui l'a finalement mené à sa retraite de pilote.

## Résultats aux500 milesd'Indianapolis
| Année | Châssis | Moteur        | Grille de départ | Classement |
| ----- | ------- | ------------- | ---------------- | ---------- |
| 1987  | March   | Cosworth      | 28e              | 28e        |
| 1989  | Lola    | Cosworth      | 31e              | 7e         |
| 1993  | Lola    | Chevrolet     | 28e              | 15e        |
| 1995  | Lola    | Ford-Cosworth | 32e              | 23e        |
| 1996  | Lola    | Mercedes      | 2e               | 2e         |
| 2000  | G-Force | Oldsmobile    | Non qualifié     |            |

## Résultats aux 24 Heures du Mans
| Année | Voiture            | Équipe              | Équipiers                      | Résultat  |
| ----- | ------------------ | ------------------- | ------------------------------ | --------- |
| 1988  | Jaguar XJR-9LM     | Silk Cut Jaguar/TWR | Price Cobb / Danny Sullivan    | 16e       |
| 1989  | Jaguar XJR-9LM     | Silk Cut Jaguar/TWR | Derek Daly / Jeff Kline (de)   | Abandon   |
| 1990  | Jaguar XJR-12      | Silk Cut Jaguar/TWR | Michel Ferté / Eliseo Salazar  | Abandon   |
| 1991  | Jaguar XJR-12      | Silk Cut Jaguar/TWR | Raul Boesel / Michel Ferté     | 2e        |
| 1996  | TWR Porsche WSC-95 | Joest Racing        | Manuel Reuter / Alexander Wurz | Vainqueur |

## Sources
- (en) Cet article est partiellement ou en totalité issu de l’article de Wikipédia en anglais intitulé « Davy Jones (racing driver) » (voir la liste des auteurs).